# Carro con buey negro
Carro con buey negro es una pintura del pintor holandés Vincent van Gogh, en óleo sobre lienzo, de 60 x 80 centímetros. Fue pintado en julio de 1884 en Nuenen y muestra un buey blanquinegro con un carro. La obra está en el Museo de Arte de Portland. 
Fred y Frances Sohn y su familia habían sido dueños de la obra desde 1950. En 2007 entregaron la pintura como regalo al Museo de Arte de Portland. Una pintura similar que se hizo en el mismo año, llamada Carro con buey blanco y rojo, está en posesión del Museo Kröller-Müller en Otterlo.